# Organización territorial de Vanuatu

Provincias de Vanuatu.

Vanuatu ha conocido varias divisiones territoriales tanto antes como después de su independencia. 

## División actual
La división territorial actual, vigente desde 1994, divide el país en seis provincias. Los nombres de estas provincias son acrónimos de los nombres de las islas que las componen:
1. Malampa (Malakula, Ambrym, Paama)
2. Penama (Pentecostés, Ambae, Maewo)
3. Sanma (Espíritu Santo, Malo)
4. Shefa (Islas Shepherds, Éfaté)
5. Tafea (Tanna, Aniwa, Futuna, Erromango, Aneityum)
6. Torba (Islas Torres, Islas Banks)

Las provincias son unidades autónomas con sus propios parlamentos locales llamados consejos provinciales elegidos democráticamente. Recaudan sus propios impuestos locales y legislan en materias de su competencia como el turismo, el presupuesto provincial o la provisión de algunos servicios básicos. Estos parlamentos están dirigidos por un presidente elegido entre los miembros de los parlamentos locales, el cual es asistido por un secretario nombrado por la Comisión de Servicios Públicos. El poder ejecutivo está compuesto de un gobierno provincial liderado por un presidente nombrado por el primer ministro a recomendación del Ministro de Gobierno Local. El gobierno provincial lo forma normalmente el partido con mayor presencia en el consejo provincial y, al igual que en el gobierno nacional, está aconsejado en temas de cultura vanuatuense por un consejo de jefes. El presidente provincial es constitucionalemente un miembro del colegio electoral que elige al Presidente de Vanuatu.
Las provincias están a su vez divididas en municipios, los cuales comprenden normalmente una sola isla, que están dirigidos por un consejo y un alcalde elegido por los miembros del consejo.

## Divisiones territoriales previas
Desde 1968 hasta 1985, Vanuatu estuvo dividido en cuatro áreas:
- Efaté
- Malékoula
- Espíritu Santo
- Tanna

Desde 1985 hasta 1994, estuvo dividido en once áreas:
- Ambae y Maéwo (capital Longana)
- Ambrym (capital Eas)
- Banks y Torres (capital Sola)
- Efaté (capital Port Vila)
- Épi (capital Ringdove)
- Malekula (capital Lakatoro)
- Paama (capital Liro)
- Pentecostés (capital Loltong)
- Espíritu Santo y Malo (capital Luganville)
- Shepherd (capital Morua)
- Taféa (capital Isangel)